# Nymphula pygmaealis
Nymphula pygmaealis là một loài bướm đêm trong họ Crambidae.